# Ekylibre
Ekylibre est une application web libre permettant de gérer des exploitations agricoles. La plupart des modules nécessaires à la gestion complète d'une ferme sont regroupés au sein du même outil.

## Historique
En 2005, Michel Gil Antoli, président de l'ABUL et céréalier, établit avec l'ENSEIRB un projet de système informatique adapté à la gestion de très petites entreprises (TPE) agricoles sur lequel sept étudiants travaillent. L'un d'eux, Brice Texier, continue à travailler sur le sujet. En 2012, David Joulin qui est, à l'époque, enseignant et ingénieur d'étude au laboratoire informatique de l'ENITA, rencontre Brice et ils décident de collaborer sur le projet.
Depuis octobre 2014, une société Ekylibre a été créée pour développer ces projets et proposer des services autour de ce progiciel de gestion intégré.

## Couverture fonctionnelle
Ce logiciel regroupe différentes fonctions de gestion d'entreprise :
- gestion comptable (comptabilité générale et agricole, analytique et immobilisations) ;
- gestion commerciale (facturation achats/ventes, règlements, remise en banque) ;
- gestion de la production agricole et des stocks (productions animales, végétales, transformation, approvisionnement, inventaire).